# 蛋散

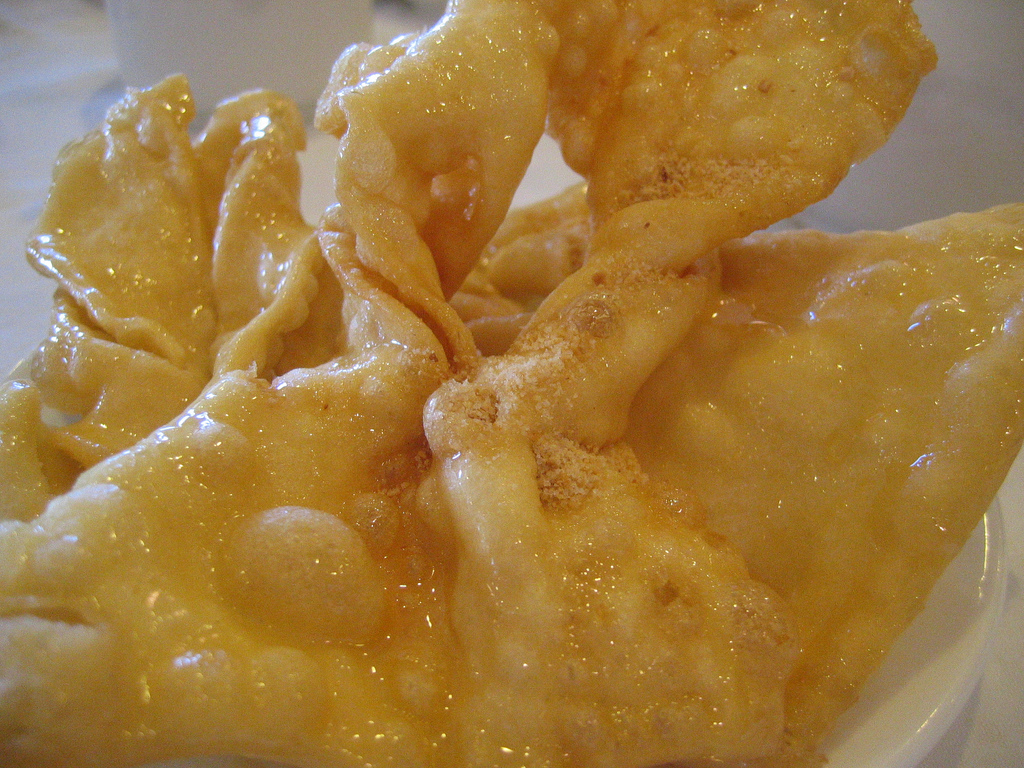
蛋饊

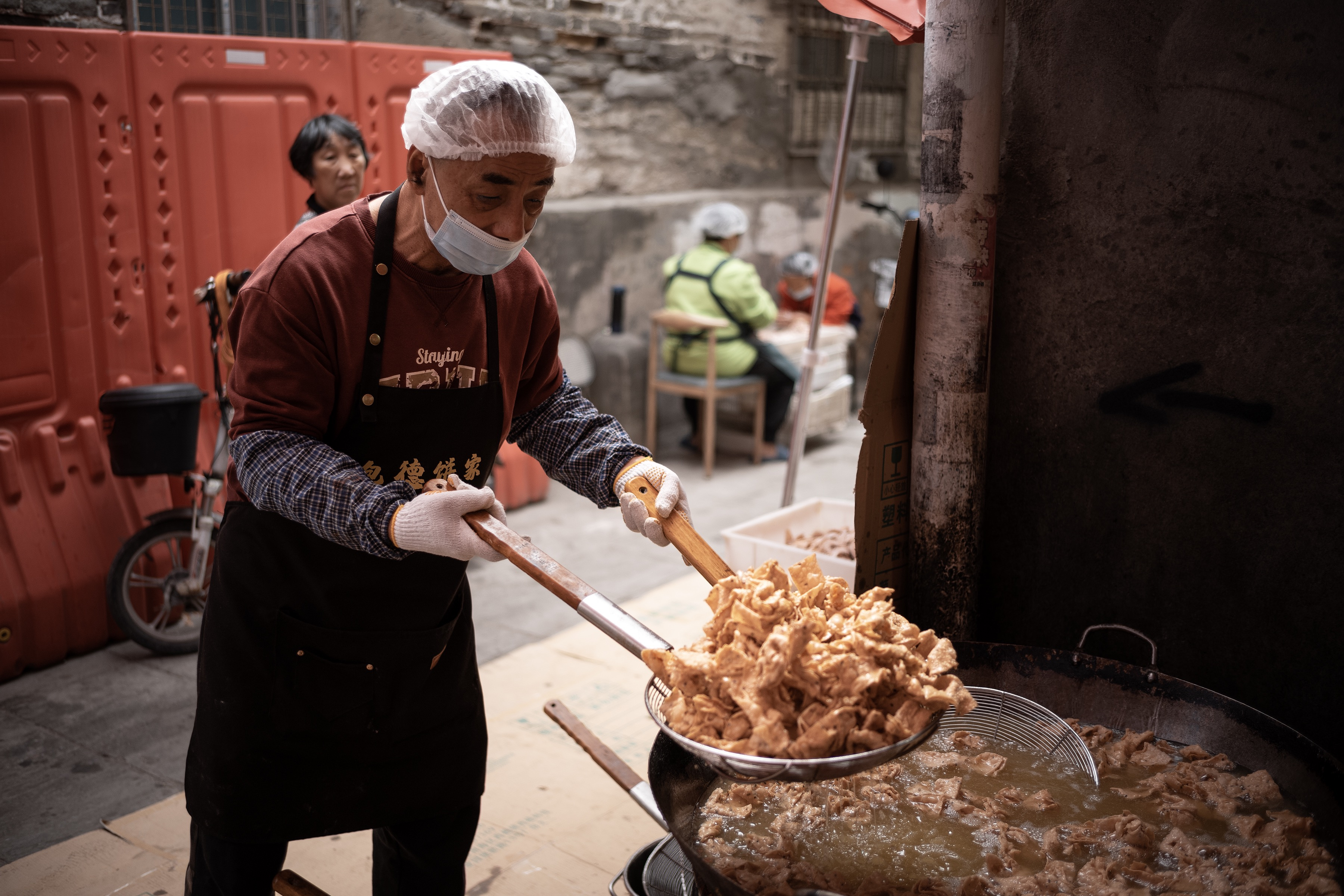
制作中的蛋散

蛋散，蛋饊，是粤式的索餅，以高筋麵粉或中筋麵粉、雞蛋和豬油搓成繩索狀，落鑊油炸，炸到淺黃色時便撈起，可配合麥芽糖吃。也有在製作時加入南乳。

## 形容詞
「蛋散」亦是一個粵語貶義詞，用來形容膽小怕事或沒出息的人。